# Sävastby och Lappdal
Sävastby och Lappdal är en bebyggelse i Österåkers kommun i Stockholms län, belägen norr om Åkersberga. SCB avgränsade här mellan 2010 och 2020 en småort. Vid avgränsningen 2020 klassades bebyggelsen som en del av tätorten Åkersberga